# سردیس (آلاباما)
سردیس (به انگلیسی: Sardis) یک منطقهٔ مسکونی در ایالات متحده آمریکا است که در شهرستان دالاس، آلاباما واقع شده‌است. سردیس ۷۴٫۹۸ متر بالاتر از سطح دریا واقع شده‌است.